# Bufor wodorowęglanowy
Bufor wodorowęglanowy – roztwór buforowy, w którym kwasem (protonodawcą) jest kwas węglowy (H
2CO
3), a zasadą (protonobiorcą) anion wodorowęglanowy (HCO−
3). Jest jednym z najważniejszych buforów organizmu człowieka.
Wartość pH buforu wodorowęglanowego opisuje wzór Hendersona-Hasselbalcha:
{\displaystyle pH=pK_{a}+log{\frac {c_{akceptora}}{c_{donora}}}}
gdzie:
Ka – stała dysocjacji kwasowej kwasu węglowego
c – stężenie protonodawcy/protonobiorcy
Reakcje buforowania po dodaniu do buforu:
- mocnego kwasu: HCO−
3 + H
3O+
 ⇌ H
2CO
3 + H
2O
- mocnej zasady: H
2CO
3 + OH−
 ⇌ HCO−
3 + H
2O